# Hmil, Rokîtne
Hmil (în ucraineană Хміль) este un sat în comuna Hlînne din raionul Rokîtne, regiunea Rivne, Ucraina.

## Demografie
Componența lingvistică a localității Hmil
     Ucraineană (97,55%)
     Belarusă (2,33%)
     Alte limbi (0,12%)
Conform recensământului din 2001, majoritatea populației localității Hmil era vorbitoare de ucraineană (97,55%), existând în minoritate și vorbitori de belarusă (2,33%).